# Madonna dell'Orto
Madonna dell'Orto je kostel v italských Benátkách. Nachází se ve čtvrti Cannaregio, která byla domovskou farností benátského malíře Tintoretta. Kostel uchovává řadu jeho děl a nachází se zde také jeho hrobka.
Kostel se stal inspirací pro kostel Neposkvrněného početí Panny Marie v Dubí, vystavěný na přelomu 19. a 20. století.

## Historie

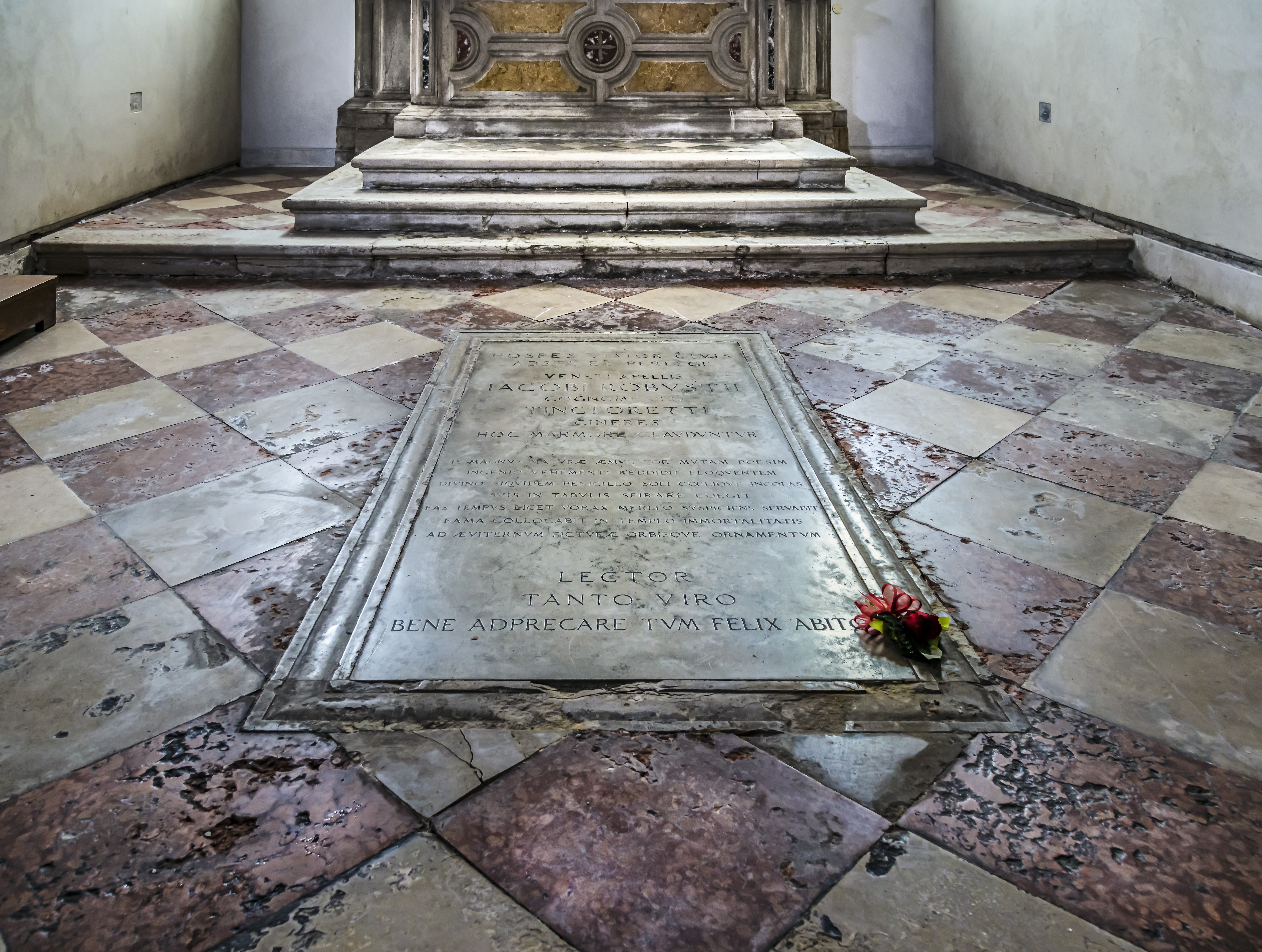
Tintorettova hrobka

Kostel byl postaven dnes již zaniklým náboženským řádem humiliátů v polovině 14. století. Stalo se tak pod vedením Tiberia da Parma, který je pohřben v interiéru. Kostel byl původně zasvěcen svatému Kryštofovi, patronovi poutníků a cestujících lodí. Jeho lidový název odkazuje k Panně Marii a pochází z následujícího století. Tehdy byla pro kostel Santa Maria Formosa objednaná údajně zázračná socha Madony, byla však odmítnuta. Skončila tak v zahradě (italsky orto) nedaleko kostela sv. Kryštofa, kde chátrala. Proto byla přemístěna do kostela, který od ní dnes odvozuje svoje jméno.
Kostel byl vystavěn na slabých základech, v roce 1399 tedy musel být rekonstruován. V roce 1414 byl oficiálně pojmenován „Chiesa della Madonna dell'Orto“. V roce 1462 byli humiliáti vyhnáni a Madonna dell'Orto byla přidělena do kongregace kanovníků ze San Giorgia. Tento řád byl zrušen v roce 1668. Následujícího roku byl kostel s klášterem předán cisterciákům z Lombardie. V roce 1787 přešel pod veřejnou správu. Restaurování bylo zahájeno rakouskou vládou ve 40. letech 19. století a dokončeno v roce 1869, kdy už Benátky byly součástí Italského království.
Kostel prošel rozsáhlou rekonstrukcí po povodni v roce 1966.

## Interiér
Interiér má hlavní loď a dvě boční lodě nesené řeckými mramorovými sloupy. Chybí transept, v zadní části se nachází pětiboká apsida zdobená malbami Jacopa Robustiho, známého jako Tintoretto. Nad hlavním oltářem je obraz Zvěstování od Palmy il Vecchia.
V apsidě po obou stranách hlavního oltáře se nachází Tintorettovy Klanění zlatému teleti a Poslední soud. V horním patře apsidy jsou zobrazeny jeho Čtyři kardinálské ctnosti, z let 1562 až 1564. Madonna dell´Orto byl Tintorettův farní kostel, spolu se svými dvěma dětmi je pohřben v apsidální kapli.

### Sakristie
- Plátno s Madonou s dítětem a svatými připisované škole Parise Bordona

### Chór
- Poslední soud (1563), Tintoretto
- Vidění kříže sv. Petra (1550–1553) Tintoretto
- Kardinální ctnosti: Spravedlnost a střídmost, Tintoretto
- Kardinální ctnosti: Rozvážnost a síla
- Stětí sv. Pavla (1550–1553), Tintoretto
- Zvěstování (1590), Palma il Giovane, z kostela Santa Maria Nuova of Vicenza
- Víra, Pietro Ricchi

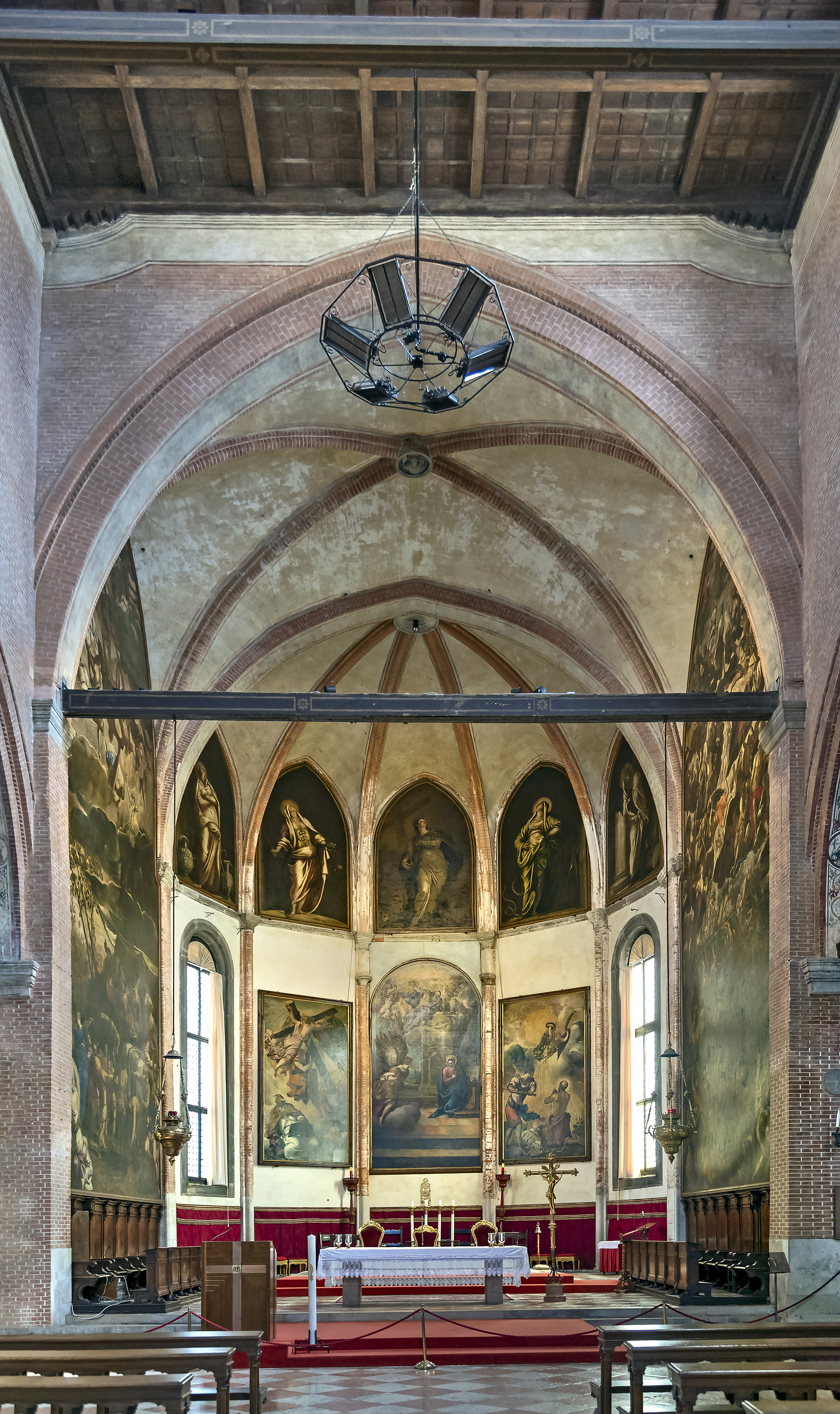
Chór
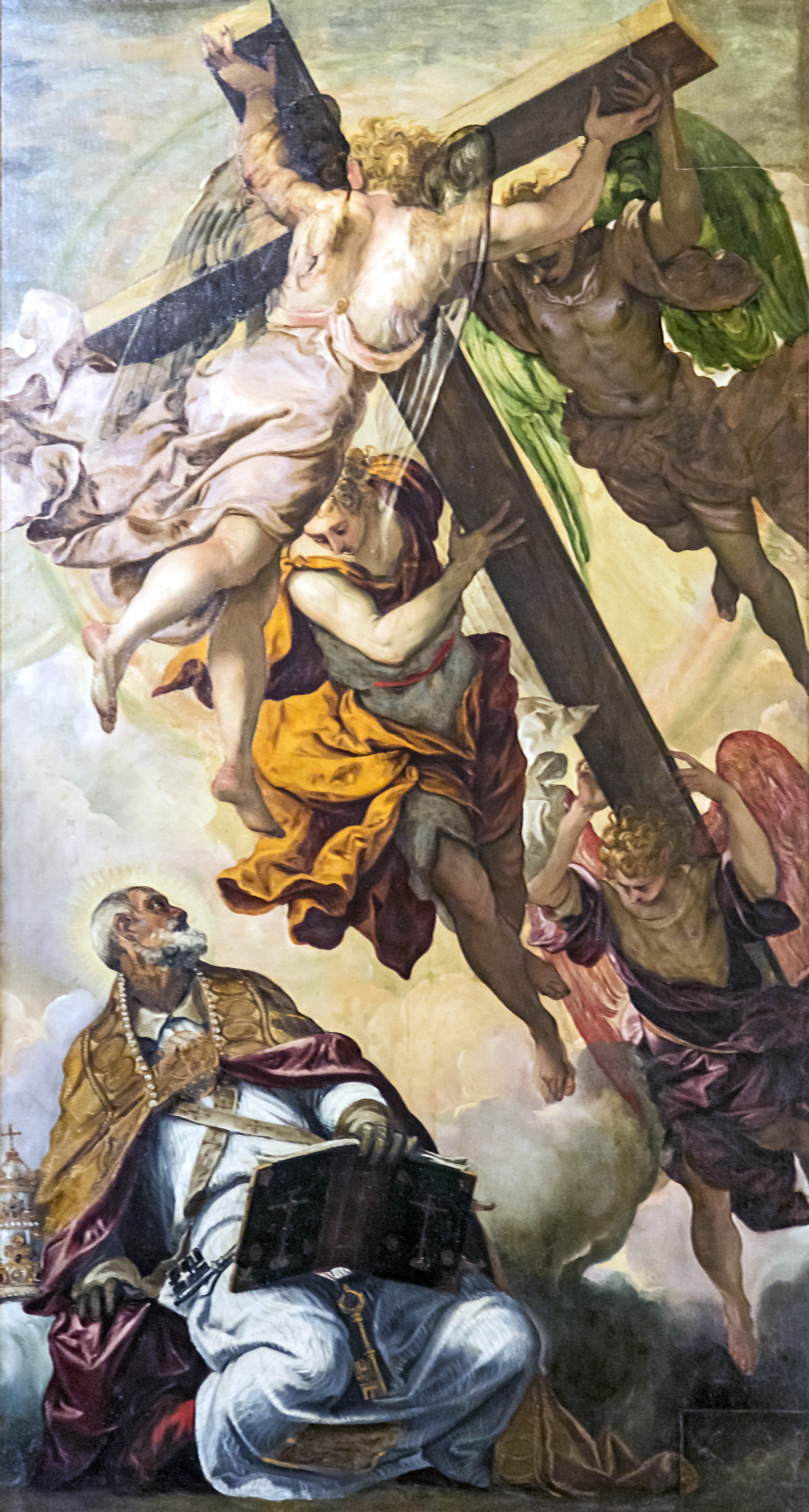
Vidění kříže sv. Petra, Tintoretto
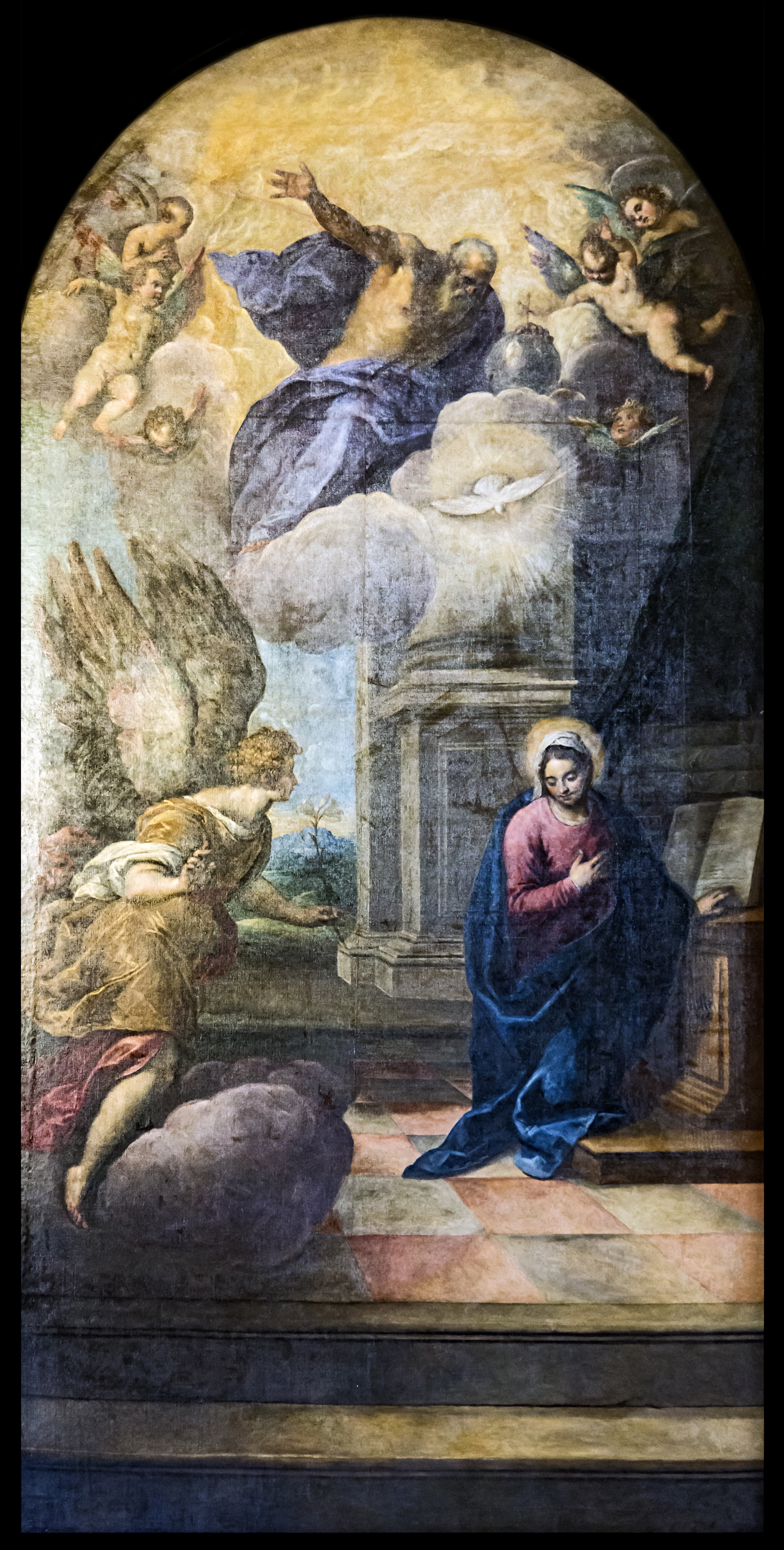
Zvěstování, Palma il Giovane
Poslední soud Tintoretto
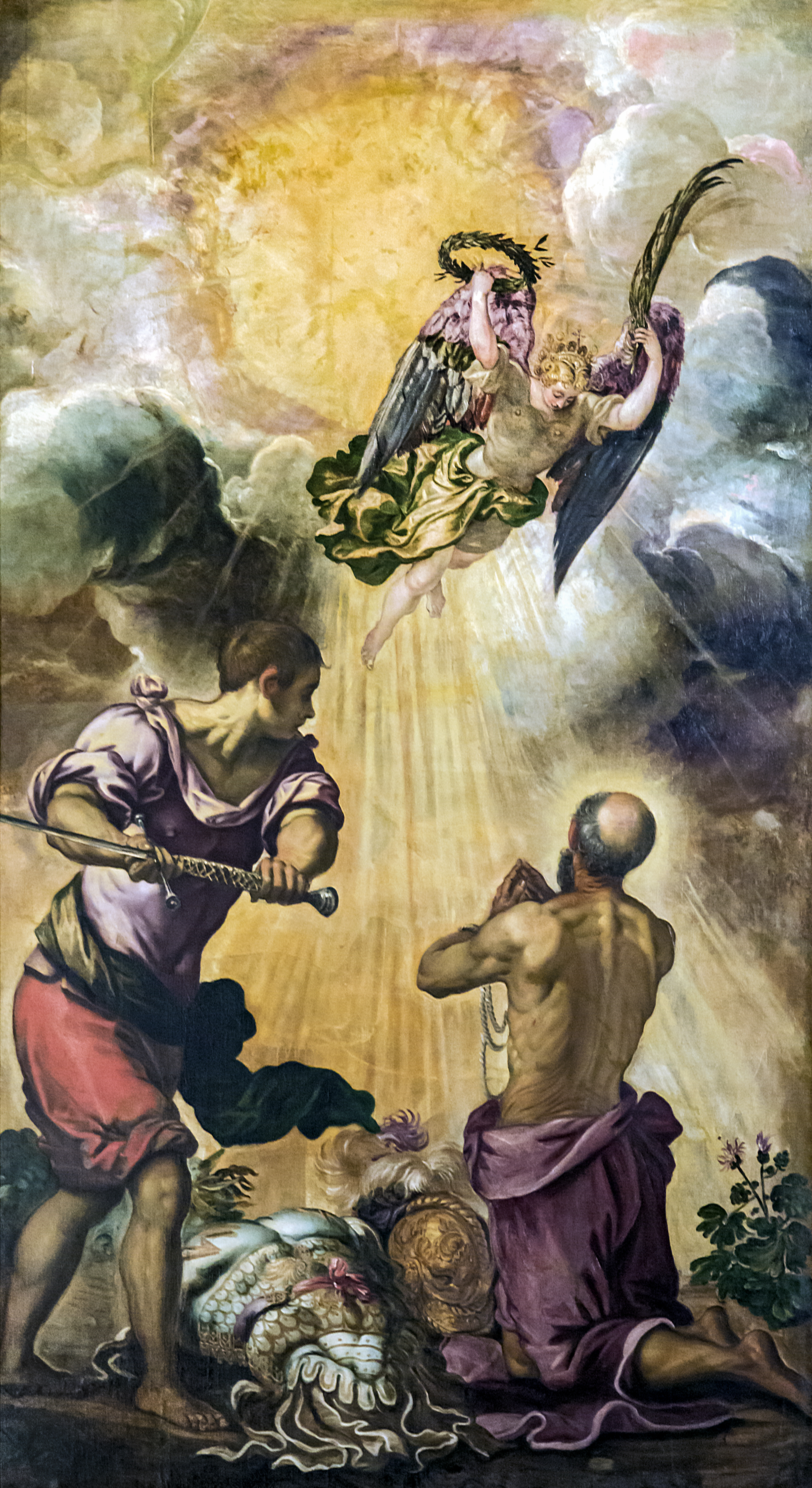
Stětí sv. Pavla, Tintoretto
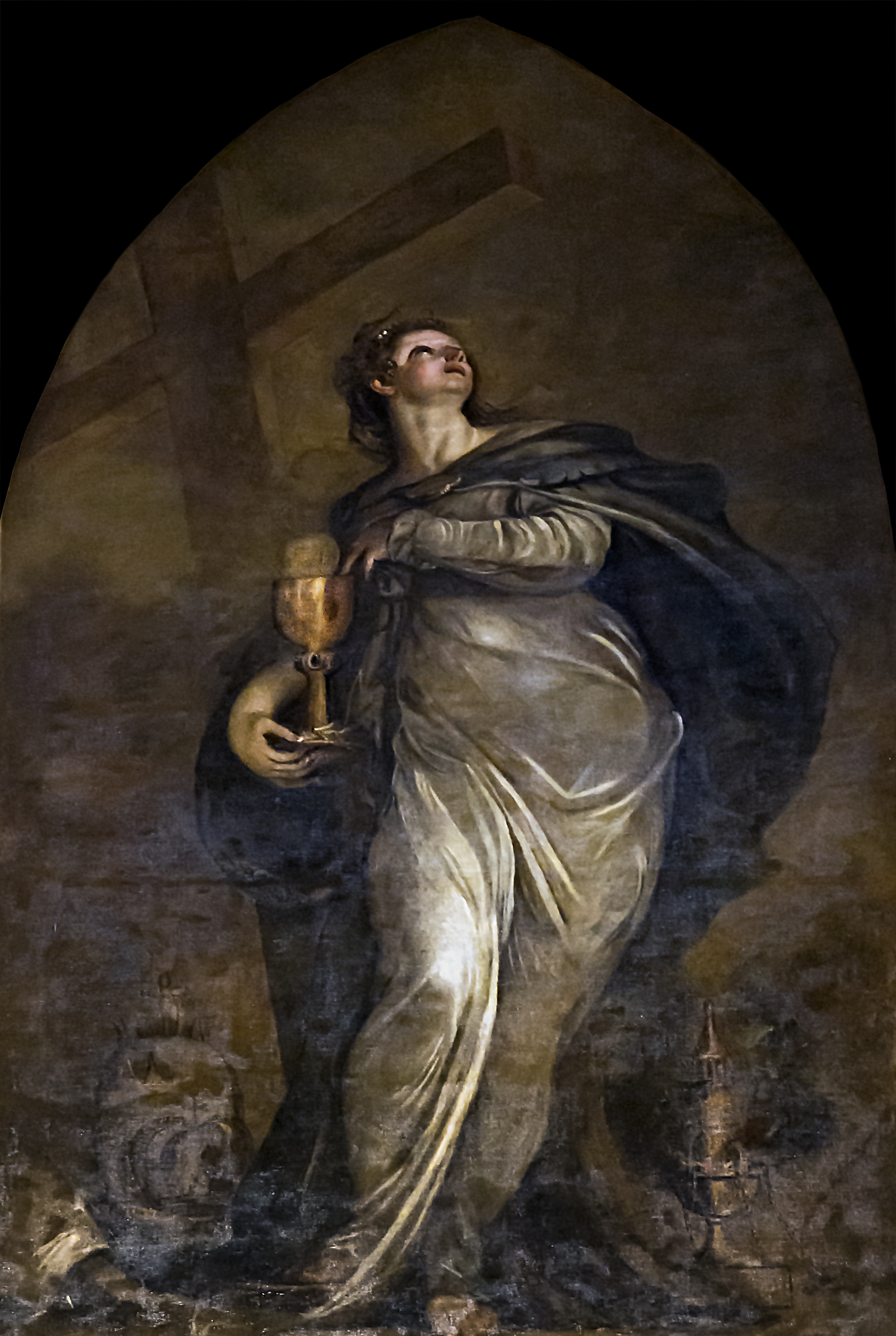
Víra, Pietro Ricchi

### Zvonice
Zvonice byla dokončena v roce 1503. 

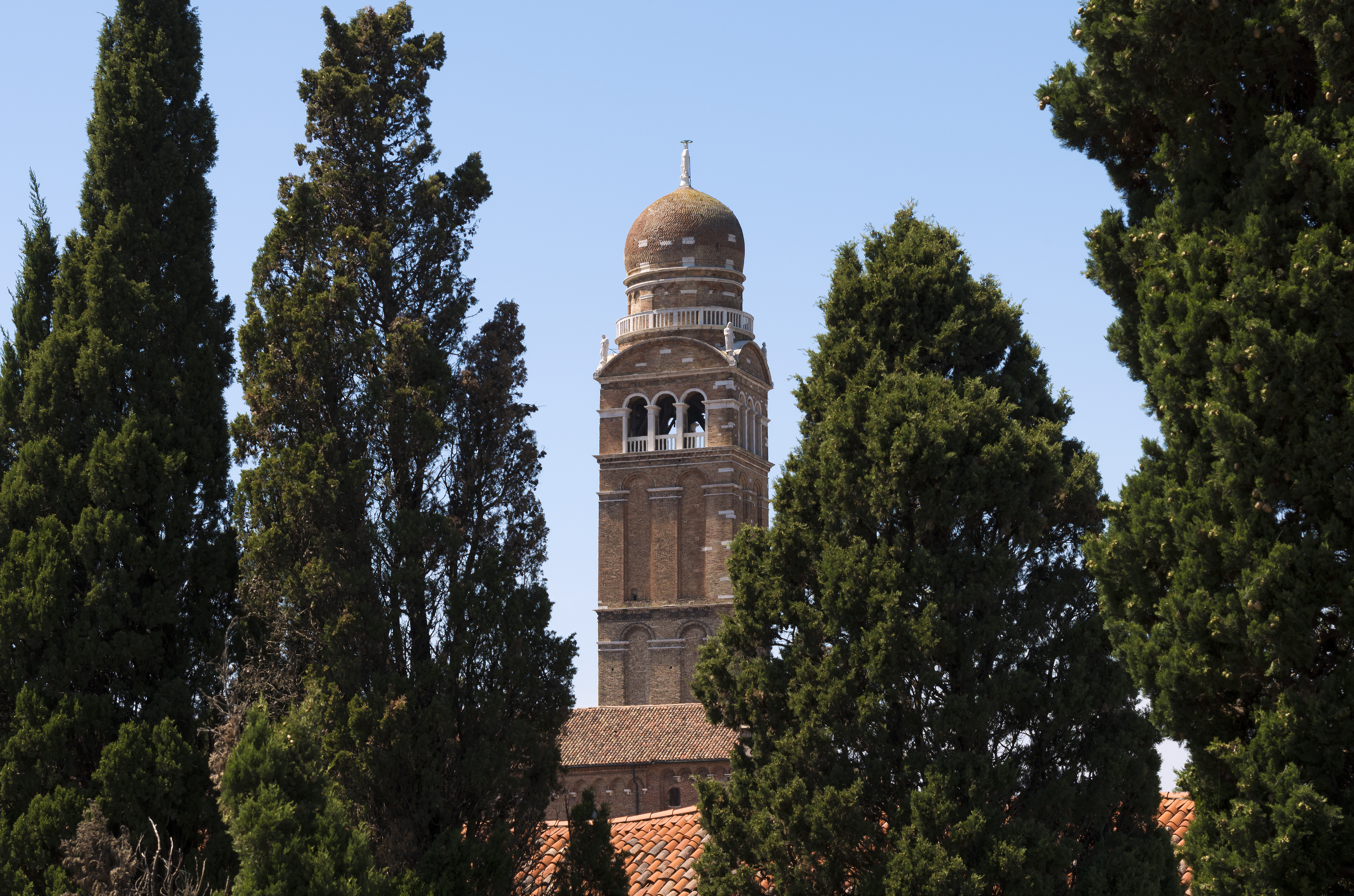
Zvonice
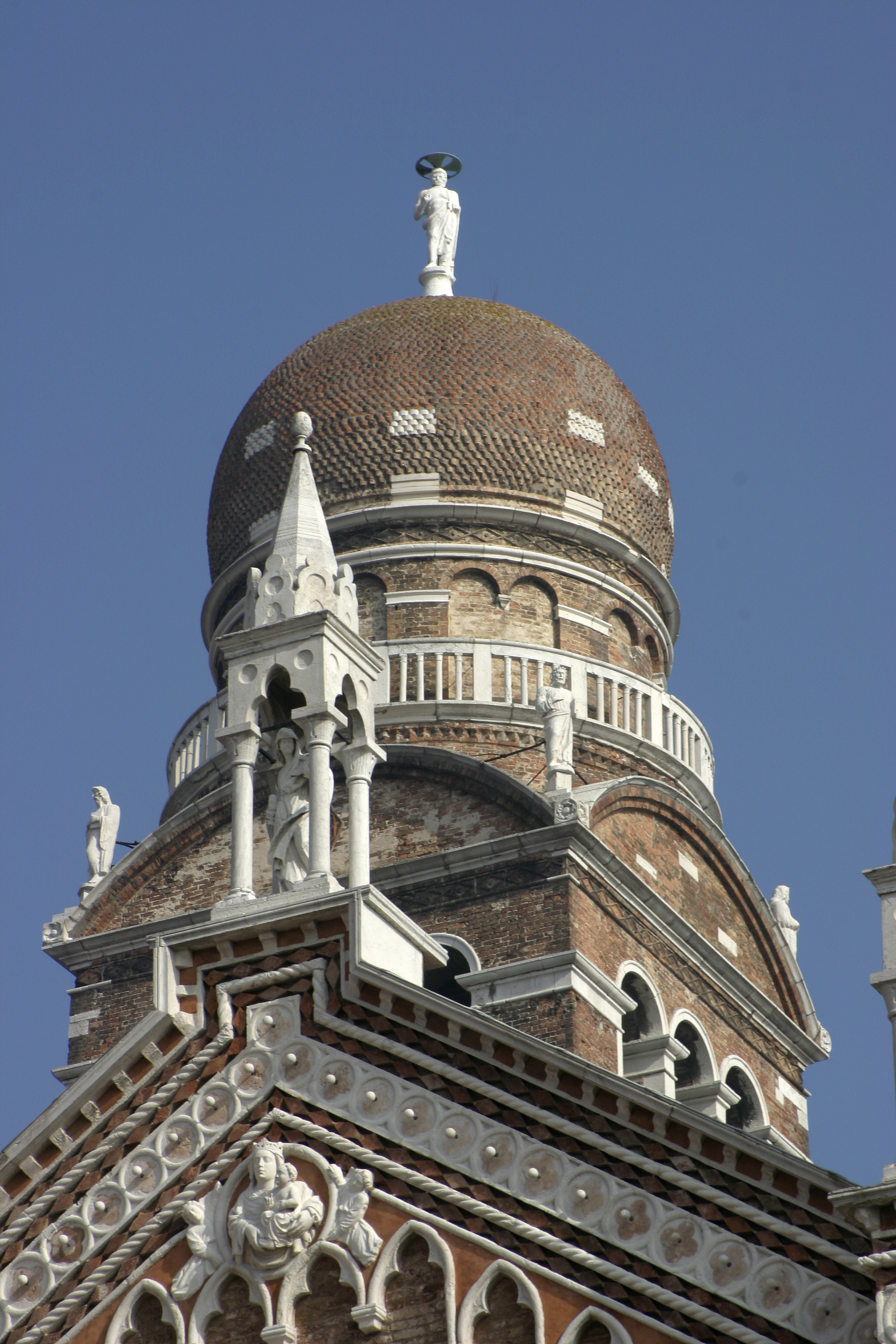
Zvonice

Po stranách se nacházejí čtyři sochy evangelistů vytvořené žáky Pietra Lombarda; na vrcholu je socha Vykupitele z bílého mramoru. Původní zvony (největší pocházel z roku 1424), byly nahrazeny novými v roce 1883.